# Floating Car Observer
Floating Car Observer ist eine wiederentdeckte Technologie auf dem Gebiet der mobilen Verkehrssensorik. Aus einem Fahrzeug heraus, welches mit einer Möglichkeit zur Positionsbestimmung und einer Sendeeinheit ausgerüstet ist, wird mit einem speziellen Sensor der Verkehr auf der Gegenfahrbahn beobachtet. Daraus lassen sich Kenngrößen des Verkehrsprozesses bestimmen, die an eine Zentrale zur weiteren Verarbeitung und Einbindung in das Verkehrsmanagement gesendet werden.
Die Methode wurde zuerst unter dem Namen Moving Observer Method vom Road Research Laboratory (Traffic and Safety Division) in Großbritannien entwickelt und 1954 in einem Artikel von Wardrop und Charlesworth  beschrieben.
Derzeit wird sie in kleinem Umfang in Neuseeland angewandt. In Deutschland wird sie derzeit im Projekt VAGABUND innerhalb der Forschungsinitiative Verkehrsmanagement 2010 des Bundesministeriums für Wirtschaft und Technologie (BMWi) weiterentwickelt. Federführend dabei ist das Institut für Automation und Kommunikation Magdeburg.

## Einzelnachweis
1. ↑  Wardrop, J.G., Charlesworth, G. 1954. A method of estimating speed and flow of traffic from a moving vehicle. Proceedings of the Institution of
Civil Engineers, Part II, 3: 158–171.